# Simion Bughici
Simion Bughici (Geburtsname: Simon David; * 14. Dezember 1914 in Iași; † 1. Februar 1997 in Bukarest) war ein rumänischer Politiker der Rumänischen Kommunistischen Partei PCR (Partidul Comunist Român), der unter anderem Botschafter in verschiedenen Staaten, zwischen 1952 und 1955 Außenminister der Volksrepublik Rumänien sowie von 1955 bis 1957 Vize-Ministerpräsident war. Später fungierte er 1969 kurzzeitig als Minister für Nahrungsmittelindustrie sowie von 1969 bis 1974 als Vizepräsident der Parteihochschule der PCR.

## Leben

### Untergrundarbeit, Inhaftierungen und Abgeordneter

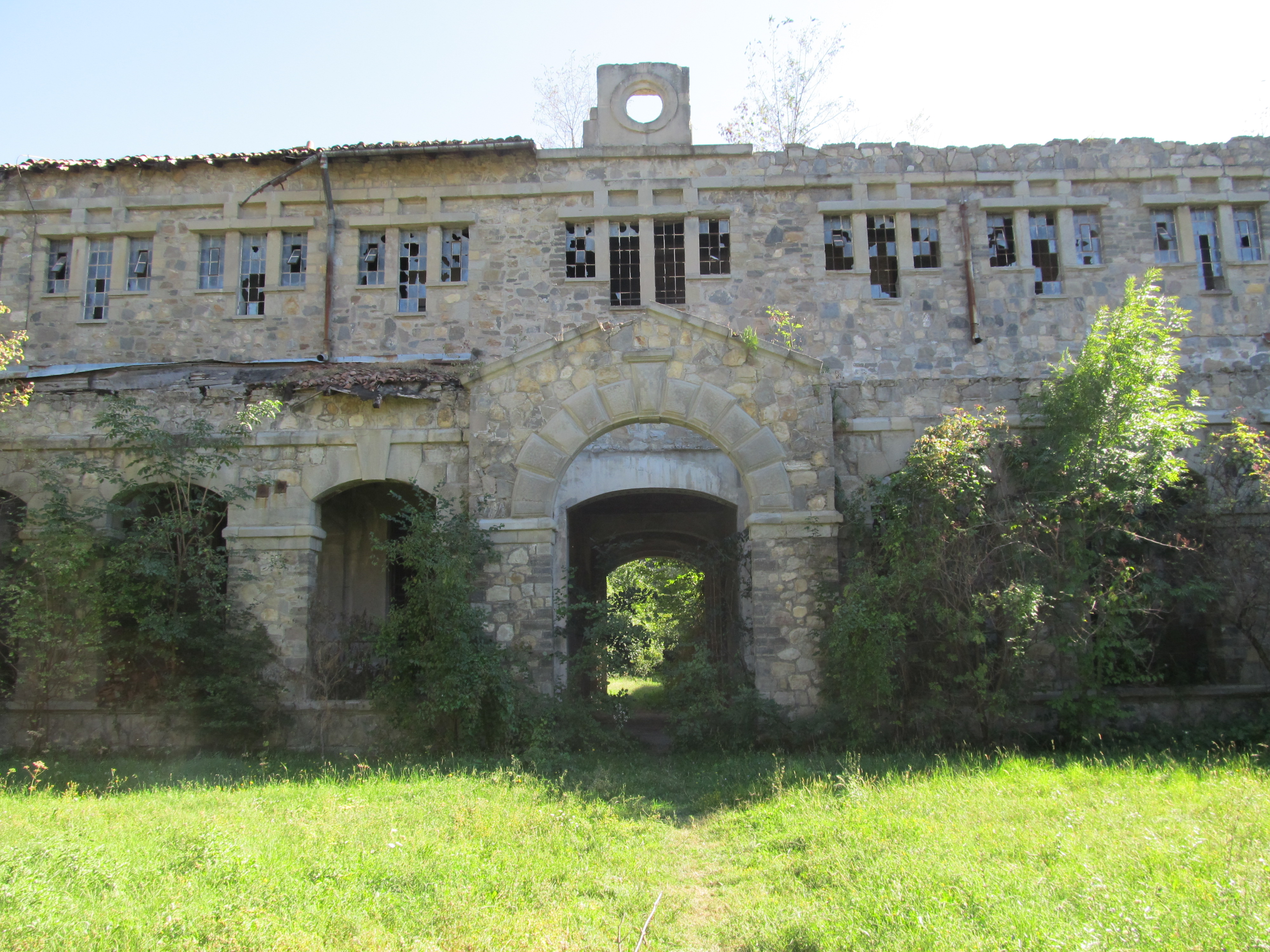
Aufgrund seiner politischen Aktivitäten war Simion Bughici im Gefängnis Doftana inhaftiert.

Simion Bughici, der aus einer jüdischen Familie stammte und den Geburtsnamen Simon David trug, besuchte drei Jahre lang ein Gymnasium und war in der Textilindustrie tätig. Bereits als Fünfzehnjähriger begann er sein politisches Engagement in der sozialistischen Jugend als Mitglied der Kommunistischen Jugendorganisation UTCdR (Uniunea Tineretului Comunist din România). 1931 wurde er zudem Mitarbeiter der Roten Hilfe (Ajutorul Roșu) und 1932 Mitglied des Stadtkomitees von Ajutorul Roșu in seiner Geburtsstadt Iași. 1932 trat er als Mitglied der illegalen Rumänischen Kommunistischen Partei PCdR (Partidul Comunist din România) bei und trug für seine Aktivitäten den Tarnnamen „Emil Becșa“. Aufgrund seiner Aktivitäten wurde er im März 1934 vom Kriegsgericht des II. Armeekorps verurteilt und am 9. März 1934 in Iași festgenommen. Nach seiner Freilassung arbeitete er 1934 als Weber in der Fabrik Adriana in Iași und engagierte sich dort 1935 als Mitglied des Regionalen Parteikomitees im Kreis Iași und war zudem in verschiedenen Parteiorganisationen an den Flüssen Bistrița und Trotuș aktiv. 
1936 wurde Bughici zunächst Mitglied des Regionalen Parteikomitees im Kreis Prahova, aber kurz darauf festgenommen und vom Tribunal in Brașov und zu einer Haftstrafe von fünf Jahren verurteilt. Die Haft verbüßte er im Gefängnis Doftana, in dem auch andere führende Politiker und kommunistische Aktivisten wie Gheorghe Apostol, Nicolae Ceaușescu, Gheorghe Gheorghiu-Dej, Emil Bodnăraș, Ștefan Foriș, Alexandru Moghioroș, Gheorghe Pintilie, Grigore Preoteasa und Chivu Stoica inhaftiert waren. 1940 wurde er befreit, aber kurz darauf erneut festgenommen. In der Folgezeit wurde er in Lagern in Caracal, Târgu Jiu, Wapnjarka und Grosulovo interniert. Während seiner Inhaftierung war er jeweils Mitglied der Führung der dortigen illegalen Parteiführung. Im März 1944 gelang ihm die Flucht aus dem Lager Grosulovo nach Târgu Jiu, woraufhin er 1945 Sekretär des Parteikomitees der Region Moldau.

### Parteifunktionär, Abgeordneter und Botschafter
1946 wurde Simion Bughici zunächst Sekretär des Parteikomitees im Kreis Brașov und danach 1947 Instrukteur des Zentralkomitees (ZK) der PCdR. 1948 übernahm er die Funktion als Leiter der Abteilung Kader des ZK der nunmehrigen Rumänischen Arbeiterpartei PMR (Partidul Muncitoresc Român). Auf dem Sechsten Parteitag der PMR (21. bis 23. Februar 1948) wurde er Kandidat des ZK der PCR. 1948 wurde er Mitglied der Großen Nationalversammlung (Marea Adunare Națională) und gehörte dieser bis 1975 an.
1949 wechselte er in den Dienst des Außenministeriums und wurde Außerordentlicher und Bevollmächtigter Botschafter in der Sowjetunion und verblieb auf diesem diplomatischen Spitzenposten bis zum 11. Juli 1952. Zugleich war er zwischen 1949 und dem 11. Juli 1952 in Personalunion als Botschafter in der Mongolischen Volksrepublik sowie in Finnland akkreditiert. Auf einem ZK-Plenum am 24. Januar 1950 wurde er Mitglied des ZK der PMR und gehörte diesem Gremium bis zum Elften Parteitag der PCR (24. bis 27. November 1974) an.

### Außenminister, Vize-Ministerpräsident und Minister für Nahrungsmittelindustrie

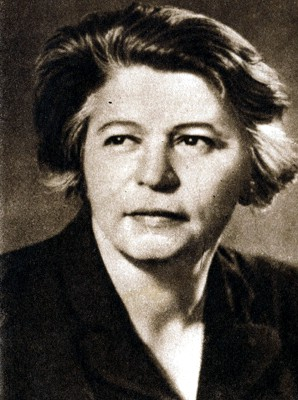
Als Nachfolger von Ana Pauker fungierte Simion Bughici zwischen 1952 und 1955 als Außenminister.

Nach der Entmachtung von Ana Pauker wurde Simion Bughici von seinen Botschafterposten abberufen und übernahm als ihr Nachfolger am 11. Juli 1952 das Amt als Außenminister der Volksrepublik Rumänien (Ministrul de externe) im Kabinett Gheorghiu-Dej I. Das Amt des Außenministers hatte er vom 28. Januar 1953 bis zum 4. Oktober 1955 auch im Kabinett Gheorghiu-Dej II inne. Im darauf folgenden Kabinett Stoica I bekleidete er vom 4. Oktober 1953 bis zum 19. März 1957 das Amt als einer der Vize-Ministerpräsidenten (Vicepreședinte al Consiliului de Miniștri).
Nach seinem Ausscheiden aus der Regierung fungierte er vom 27. Mai 1957 bis 1961 erst als stellvertretender Leiter der ZK-Abteilung für Wirtschaft sowie anschließend von 1961 bis zum 8. Juni 1965 als Leiter der Sektion Konsumgüter des ZK. 1968 wurde er Präsident der Zentralunion der Verbrauchergenossenschaften CENTROCOOP (Uniunea Centrală a Cooperativelor de Consum). Am 13. März 1969 wechselte er abermals in die Regierung und übernahm im Kabinett Maurer V das Amt als Minister für Nahrungsmittelindustrie (Ministrul industriei alimentare). Er hatte diesen Ministerposten allerdings nur bis zum 26. Juni 1969 inne und wurde daraufhin von Gheorghe Moldovan abgelöst. Auf dem Zehnten Parteitag der PCR (6. bis 12. August 1969) wurde er zum Vizepräsidenten der Zentralen Parteikontrollkommission der PCR (Colegiul Central de Partid) gewählt und hatte auch diese Funktion bis zum Elften Parteitag der PCR (24. bis 27. November 1974) inne. Er wurde schließlich auf dem Elften Parteitag der PCR (24. bis 27. November 1974) Mitglied der Zentralen Revisionskommission der PCR und gehörte diesem Gremium bis zum Zwölften Parteitag der PCR (19. bis 23. November 1979) an.

### Auszeichnungen
Für seine langjährigen Verdienste wurde Simion Bughici mehrfach ausgezeichnet und erhielt unter anderem 1948 den Stern der Volksrepublik Rumänien Zweiter Klasse (Ordinul Steaua Republicii Populare Române), 1948 den Orden der Arbeit Zweiter Klasse (Ordinul Muncii), 1948 den Orden Verteidigung des Vaterlandes Zweiter Klasse (Apărarea Patriei), 1954 den Orden der Arbeit Erster Klasse, 1955 den Orden der Arbeit Erster Klasse, 1959 den Orden 23. August Zweiter Klasse (Ordinul 23. August), 1961 die Medaille zum 40-jährigen Bestehen der Kommunistischen Partei (Medalia „40 de ani de la înființarea P.C.R.“), 1964 den Orden 23. August Erster Klasse, 1966 den Orden Tudor Vladimirescu Zweiter Klasse (Ordinul Tudor Vladimirescu), die Medaille zur Befreiung vom faschistischen Joch (Medalia „Eliberarea de sub jugul fascist“) sowie 1971 den Stern der Sozialistischen Republik Rumänien Erster Klasse (Ordinul Steaua Republicii Socialiste Romania).